# Фијат браво/брава
Фијат браво (итал. Fiat Bravo), односно Фијат брава (итал. Fiat Brava) су аутомобили које је производила италијанска фабрика аутомобила Фијат. Производили су се од 1995. до 2001. године.

## Историјат
Браво/брава излази на тржиште крајем лета 1995. године када мења успешни, али застарели, типо. То су две верзије истог аутомобила. Главна разлика је у броју врата - браво има три, а брава пет врата. Споља гледано предњи крај им је идентичан, али је задњи потпуно различит са већим пртљажником код браве уз аутентична задња светла дизајнирана као траке у тродимензионалној форми. Браво је више спортски оријентисан, како дизајнерски тако и технички. Сви бензински мотори користе вишевентилску технологију. 1996. године оба модела добијају титулу Европског аутомобила године.
1996. године на основу шасије брава/браве развијена је Фијат мареа, лимузина средњих димензија, која поседује велики пртљажни простор посебно у верзији караван. Године 1998, дебитовао је још један аутомобил базиран на истој браво/брава платформи, Фијат мултипла, минивен са шест седишта.
Благи редизајн је урађен крајем лета 1998. године. Проширен је списак како стандардне тако и додатне опреме. Истовремено, у Фијату почиње да се нуди "common rail" дизел са ознаком JTD. Бензински 1.4 12v са убризгавањем у једној тачки је замењен 16-вентилским мотором од 1242 cm3, са убризгавањем у усисне канале за сваки цилиндар посебно, означен са 80 16v.
Као половни аутомобили на тржишту су били веома тражени, јер су били осетно јефтинији од главних конкурента голфа III и астре, а врло често су имали богатију опрему од немачких аутомобила. Јефтинији су и од јапанских аутомобила, те су били алтернатива свима онима који су желели мало већи аутомобил за што мање новца.
Модел браве је на европским тестовима судара почетком 1998. године добио две од максималних пет звездица за безбедност. Крајем 2001. године мења их Фијат стило. Брава остаје у производњи за одређена ваневропска тржишта до 2003. године.

## Спецификације мотора
| Ознака модела     | Запремина | Цилиндри/ вентили | Убризгавање                 | Снага           | Година производње | Напомена                 |
| Бензин            | Бензин    | Бензин            | Бензин                      | Бензин          | Бензин            | Бензин                   |
| ----------------- | --------- | ----------------- | --------------------------- | --------------- | ----------------- | ------------------------ |
| 80 16v            | 1242 cm³  | 4/16              | multi-point                 | 59 kW / 80 КС   | 2000–2001         | Euro 3                   |
| 80 16v            | 1242 cm³  | 4/16              | multi-point                 | 60 kW / 82 КС   | 1998–2000         |                          |
| 1.4 12v           | 1370 cm³  | 4/12              | single-point                | 55 kW / 75 КС   | 1995–1997         | за нека тржишта          |
| 1.4 12v           | 1370 cm³  | 4/12              | single-point                | 59 kW / 80 КС   | 1995–1998         |                          |
| 1.6 16v           | 1581 cm³  | 4/16              | multi-point                 | 66 kW / 90 КС   | 1995–1998         | за нека тржишта          |
| 1.6 16v / 100 16v | 1581 cm³  | 4/16              | multi-point                 | 76 kW / 103 КС  | 1995–2000         | и са аутоматским мењачем |
| 100 16v           | 1596 cm³  | 4/16              | multi-point                 | 76 kW / 103 КС  | 2000–2001         | Euro 3                   |
| 1.8 16v / 115 16v | 1747 cm³  | 4/16              | multi-point                 | 83 kW / 113 КС  | 1995–2000         |                          |
| 2.0 20v           | 1998 cm³  | 5/20              | multi-point                 | 108 kW / 147 КС | 1995–1998         | само Браво               |
| 155 20v           | 1998 cm³  | 5/20              | multi-point                 | 113 kW / 154 КС | 1998–2000         | само Браво               |
| Дизел             |           |                   |                             |                 |                   |                          |
| 1.9D              | 1929 cm³  | 4/8               | са преткомором              | 48 kW / 65 КС   | 1995–1997         |                          |
| TD 75             | 1910 cm³  | 4/8               | са преткомором              | 55 kW / 75 КС   | 1996–2000         |                          |
| TD 100            | 1910 cm³  | 4/8               | са преткомором              | 74 kW / 101 КС  | 1996–1999         |                          |
| JTD               | 1910 cm³  | 4/8               | без преткоморе, common rail | 74 kW / 101 КС  | 2000–2001         | Euro 3                   |
| JTD 105           | 1910 cm³  | 4/8               | без преткоморе, common rail | 77 kW / 105 КС  | 1998–2000         |                          |

## Галерија
- Браво
- Браво
- Брава